# Dany París
Dany París, o Danielle París (Parigi, 27 maggio 1938), è un'attrice e conduttrice televisiva francese, attiva in Italia negli anni sessanta.
Ha avuto il suo 'momento d'oro' nel 1963 quando è apparsa in otto film; poi, come una meteora, è sparita nell'oblìo e di lei si sono perse le tracce.

## Biografia
Ha avuto un momento di notorietà soprattutto come interprete teatrale e cinematografica in alcuni film di rilievo (fra gli altri, un paio con Totò, oltre a Giulietta degli spiriti di Federico Fellini e La ragazza di Bube, di Luigi Comencini) e come presentatrice, accanto a noti conduttori televisivi, di diverse edizioni del Cantagiro.
Dopo aver studiato danza a Parigi, sua città natale, era avviata a una carriera di ballerina quando un infortunio l'ha costretta ad abbandonare questa attività. Si è trasferita così a inizio anni sessanta a Roma intenzionata a sfondare nel mondo dello spettacolo (segnatamente nella ancor giovane televisione italiana che impiegava, attraverso la RAI numerose 'starlette' venute dall'estero). Qui ha ripreso a studiare danza, dizione, lingue e recitazione alla scuola d'arte drammatica di Alessandro Fersen.
L'occasione per mettersi in bella mostra le si è presentata nel 1962 quando le è stata affidata la presentazione, assieme a Nuccio Costa della trasmissione canora del Cantagiro, manifestazione che ha poi presentato assieme ad altri conduttori anche negli anni successivi.
Le cronache dell'epoca la descrivono come una giovane attrice alta, slanciata, dalle lunghe gambe, dai capelli biondi e dagli occhi verdi e grigi.
In teatro è stata interprete insieme ad un'altra attrice straniera - Rosemarie Dexter - della commedia L'isola di Fabio Mauri.

## Filmografia
- La ragazza di Bube, regia di Luigi Comencini (1963)
- La noia (1963)
- Le mani sulla città (1963)
- Il magnifico avventuriero (1963)
- Totò contro i quattro (1963)
- Il giorno più corto (1963, non accreditata)
- I cuori infranti (1963, episodio La manina di Fatma)
- Il monaco di Monza  (1963)
- Giulietta degli spiriti (1965)
- I racconti del maresciallo (1968, sceneggiato televisivo, episodio I ravanin)